# Contadero
Contadero es un municipio colombiano ubicado en el departamento de Nariño.
Fue fundado por el presbítero jesuita Carlos Guerrero Chamorro el 1 de octubre de 1896, aunque originalmente era un territorio Pasto, que fue comprado por el misionero a doña Dominga viuda de Chamorro, iniciándose con la construcción de la iglesia. Elevado a distrito en 1861, pasó a hacer parte del Nariño con la creación de este.

## Geografía
El Contadero se encuentra enclavado en la cordillera Occidental de los Andes, sobre el altiplano andino nariñense, a 2.566 metros de altitud (la cabecera municipal). La cabecera municipal se encuentra ubicada al extremo suroccidental del municipio, el cual comprende diversos  pisos térmicos entre el templado, cerca a los 2000 metros en la cuenca del río Guáitara y el páramo, a más de 3200 m, en el Páramo de Paja Blanca, el cual forma parte de las veredas Santo Domingo y Chorrera Negra, declarado como parque regional natural desde 2010, compartido con otros seis municipios, los cuales son: Ospina, Iles, Pupiales, Guachucal, Gualmatán y Sapuyes.

### Límites
- Norte: municipios de Iles y Sapuyes.
- Sur: municipios de Puerres, Funes e Ipiales, con el río Guáitara como límite.
- Oriente: municipios de Funes e Iles.
- Occidente: municipio de Gualmatán.

### Orografía
El área del municipio es de 42.3 kilómetros cuadrados, predominando un relieve quebrado, que contiene pequeñas mesetas, laderas y un hermoso paisaje que se matiza con abismos hacia el sur y montañas al occidente. Su extensión municipal de 4.233 hectáreas, que contiene pequeños minifundios. 
Su altura principal es el cerro Iscuazán, donde se ubican variadas antenas de telecomunicaciones; y es un referente regional, de la cadena de montañas del páramo Paja Blanca, y que se lo puede observar desde cualesquier lugar de la exprovincia de Obando. 

### Área municipal: datos
Superficie total municipal: 42.3 km²
Área urbana: 0.37 km²
Área rural: 41.89 km²
Altitud de la cabecera municipal: 2475 m s. n. m. (metros sobre el nivel del mar).
Temperatura media: 11 °C.
Distancia a Pasto, capital de Nariño: 75 km.

## División Político-administrativa

### Centros poblados
Además, de su cabecera municipal. Contadero tiene bajo su jurisdicción los centros poblados:
- Aldea de María
- La Josefina

#### Veredas
El municipio tiene constituido las siguientes veredas: 
Simón Bolívar, Chorrera Negra, San José de Quisnamuez, El Manzano, Iscuazán, San Andrés, El Juncal, Contaderito, Ospina Pérez, Las Cuevas, Santo Domingo, El Culantro, El Capulí, Santa Isabel, Las Delicias, Yaez, Putisnán, San Francisco, La Paz, La Providencia.

### Resguardos indígenas
En el municipio se encuentra el cabildo indígena de Putisnán, con sede en el centro poblado Aldea de María.